# Anton Megerditjev
Anton Megerditjev (russisk: Анто́н Евге́ньевич Мегерди́чев) (født 22. juli 1969 i Moskva i Sovjetunionen) er en russisk filminstruktør og manuskriptforfatter.

## Filmografi
- Boj s tenju 2: Revansj (Бой с тенью 2: Реванш, 2007)[1][2]
- Tjomnyj mir (Тёмный мир, 2010)
- Metro (Метро, 2013)
- Jolki 3 (Ёлки 3, 2013)
- Dvizjenije vverkh (Движение вверх, 2017)